# Нейман, Виктор Григорьевич
Ви́ктор Григо́рьевич Не́йман (27 февраля 1933, Москва — 22 июля 2022, там же) — советский и российский океанолог, доктор географических наук (1986), член-корреспондент Академии наук СССР (1990), главный научный сотрудник Лаборатории крупномасштабной изменчивости гидрофизических полей Института океанологии РАН.

## Биография
В 1956 году окончил арктический факультет Ленинградского высшего инженерного морского училища им. адмирала С. О. Макарова и получил специальность «инженер-океанолог». В 1956 г. начал работать в Институте океанологии.
Будучи курсантом, в 1954—1955 гг. принимал участие в экспедиционных работах в Арктике и на Балтике. В 1956—1957 гг. участвовал во 2-м рейсе д/э «Обь» в составе советской морской антарктической экспедиции. В дальнейшем работал в 15 крупных морских экспедициях на НИС «Витязь» III, «Академик Курчатов», «Дмитрий Менделеев» и «Академик Вернадский».
В 1987—1998 гг. — заместитель академика-секретаря в Отделении океанологии, физики атмосферы и географии Академии наук. Председатель Национального океанографического комитета РФ, Вице-президент Межправительственной океанографической комиссии ЮНЕСКО, член Научного совета РФФИ и его экспертного совета по наукам о Земле, экспертного совета ВАК по наукам о Земле.
Скончался 22 июля 2022 года. Похоронен в Москве на Хованском кладбище (участок 39).

## Научная деятельность
С его участием были построены первые современные карты полей скорости движения антарктических вод, исследованы механизмы формирования и определено географическое положение основных фронтальных зон Южного океана, выполнены оригинальные модельные исследования природы и структуры меридионального обмена свойств между антарктической зоной и прилегающими частями Мирового океана. Сделан вывод о преобладающем вкладе вихрей синоптического масштаба в общую изменчивость динамических характеристик всей толщи океана от поверхности до придонных слоев.
Составил современную классификацию крупномасштабных течений Индийского океана и рассчитал их среднемноголетние характеристики. Результаты этих исследований легли в основу его докторской диссертации на тему «Крупномасштабные течения Индийского океана и их пространственно-временная изменчивость» (1986).
Обработка и анализ этих материалов позволили ему с коллегами впервые оценить фоновые характеристики поля скорости в муссонной области Индийского океана и наметить подходы к определению его реакции на события Эль-Ниньо. Параллельно с этим удалось выяснить возможную причину существования аномально высокой скорости Сомалийского течения в период летнего муссона. Оказалось, что данный феномен является не только отражением общей закономерности, свойственной всем западным пограничным течениям Мирового океана, но может возникать в результате наложения фоновой и летней фаз циркуляции вод в Индийском океане, которые имеют одинаковый знак завихренности поля скорости.
В 1969 г. было сделано крупное океанографическое открытие — в западной части тропического района Атлантики обнаружено неизвестное ранее Антило-Гвианское течение. Группе участвовавших в этой работе учёных, в том числе В. Г. Нейману, была присуждена Государственная премия СССР по науке. Начиная с 1998 г., ему с группой учёных Института удалось выявить несколько принципиальных закономерностей короткопериодной (от нескольких лет до десятилетий) изменчивости современного климата. Сравнительное исследование характера вековой изменчивости термических аномалий воздушной среды на протяжении последнего столетия показано, что на материках и океанах они находились в противофазе, как следствие внутреннего перераспределения тепла в климатической системе океан-атмосфера.
Его особый научный интерес был обращен также на изучение характеристик когерентных динамических структур, к разряду которых относятся квазистационарные океанские течения. Ему удалось достаточно детально исследовать и конкретно описать такие течения, как Агульясское, Антарктическое циркумполярное, Антарктическое прибрежное, Антило-Гвианское, Бразильское и другие — всего более 30, суммарная сводка сведений о которых могла бы составить целую энциклопедию. Результаты его работ изложены более чем в 100 статьях и в 5 монографиях.

## Основные работы
- Индийский океан. М., 1975 (совм. с В. Ф. Канаевым, Н. В. Париным);
- Динамика вод Индийского океана. М., 1997 (совм. с В. А. Бурковым, А. Д. Щербининым);
- К истории экспедиционных исследований Института океанологии им. П. П. Ширшова. М., 2005 (совм. с О. В. Кузнецовым);
- Морские «Витязи» России. М., 2008 (совм. с О. В. Кузнецовым).

## Награды
- Государственная премия СССР (1970)
- Золотая медаль имени С. О. Макарова РАН (1993)
- орден «Знак Почёта»[3]